# Sebestyén Irén
Németh Gyuláné Sebestyén Irén (N. Sebestyén Irén, szül. Sebestyén Irén; Nagyenyed, 1890. május 27. – Szeged, 1978. augusztus 4.) nyelvész, műfordító, a nyelvtudományok doktora.
Németh Gyula felesége.

## Tanulmányai
A Budapesti Tudományegyetemen doktorált finnugor nyelvészetből 1916-ban. Az Országos Széchenyi Könyvtárban dolgozott 1916-tól 1922-ig, majd több tanulmányutat tett Finnországba 1924 és 1930 között. 1940-től a Királyi Pázmány Péter Tudományos Egyetem magántanára, 1964-től címzetes egyetemi tanára volt. 

## Munkássága
Szintaktikai és morfológiai kutatásokat végzett, és az uráli őstörténettel foglalkozott. Magyar és idegen nyelvű nyelvészeti folyóiratokban számos közleménye jelent meg a finnugor összehasonlító mondattan és őstörténet köréből, irodalmi lapokban a finn irodalmat népszerűsítő, elemző tanulmányokat tett közzé. Finn nyelvből fordított regényeket, meséket. Első regényfordítását 1914-ben adta ki az Athenaeum. Magyarra fordította Linnankoski, Sillanpää, Järnefelt, Waltari és Kokko regényeit. A Finnugor Társaság, a Finn Irodalmi Társaság tagja, a Finn Köztársaság Oroszlánrendje parancsnoki fokozatának tulajdonosa volt. 

## Művei
- Finn jelzős szerkezetek (Bp., 1916);
- Az uráli nyelvek régi halnevei; Hornyánszky Viktor Rt.: Bp., 1935
- Fák és fás helyek régi nevei az uráli nyelvekben; Hornyánszky Viktor Rt.: Bp., 1943
- Az uráli népek régi lakóhelyeinek kérdéséhez; MTA Nyelv- és Irodalomtudományi Osztályának Közleményei, 1951
- Adalék a protolapp nyelv problémájához; in: Nyelvtudományi Közlemények, 1952
- A birtokviszonyt kifejező szerkezetek a szamojédban és az urali genitivus kérdése in Nyelvtudományi Közlemények, 1956
- Két jurák-szamojéd visszaható névmás;  in: Nyelvtudományi Közlemények, 1962
- A finn irodalom Magyarországon in: Az uráli népek történelme és műveltsége; szerkesztő: Erdődi József; Tankönyvkiadó: Bp., 1966
- A varázsdob és a látó asszonyok. Lapp népmesék; Európa: Bp., 1966
- Férfiszülte leány. Finn népmesék; Európa: Bp., 1969

## Fordításai[2]
- Johannes Linnankoski: Dal a tűzpiros virágról; Athenaeum: Bp., 1914
- Johannes Linnankoski: Menekülés. Falusi történet; Athenaeum: Bp.
- Frans Eemil Sillanpää: Silja. Egy régi család utolsó hajtása; Magyar Helikon: Bp., 1965
- Frans Eemil Sillanpää: Emberek a nyári éjszakában; Európa: Bp., 1977
- Yrjö Kokko: A négy szél útja; Európa: Bp., 1974; ISBN 9630713225
- Tuulikki Jantunen: Dióbél-ország. Egy hét a ckung-busmanok között; Táncsics: Bp, 1971
- Arvid Järnefelt: Koivikko lakói; Athenaeum: Bp.
- Urho Karhumäki: A bajnok; Franklin Társulat: Bp.
- Mika Waltari: Antero nem tér vissza; Magyar-Finn Társaság: Bp., 1942